# Теорема Пригожина
Теорема Пригожина — теорема термодинамики неравновесных процессов. Согласно этой теореме, стационарному состоянию линейной неравновесной системы (в условиях, препятствующих достижению равновесного состояния) соответствует минимальное производство энтропии. Если таких препятствий нет, то производство энтропии достигает своего абсолютного минимума — нуля. Под линейной системой подразумевается выполнение линейных феноменологических соотношений между термодинамическими потоками и движущими силами. Коэффициенты пропорциональности в зависимостях между потоками и движущими силами называют феноменологическими коэффициентами.
Теорема доказана И. Р. Пригожиным в 1947 году из соотношений Онсагера. Теорема Пригожина справедлива, если кинетические коэффициенты в соотношениях Онсагера постоянны (не зависят от движущих сил и потоков); для реальных систем она справедлива лишь приближённо, поэтому минимальность производства энтропии для стационарного состояния не является столь общим принципом, как максимальность энтропии для равновесного состояния. Экспериментально установлено, что линейные соотношения Онсагера справедливы в достаточно широкой области параметров для процессов теплопроводности и диффузии (например, закон Фурье, закон Фика). Для химических реакций линейное предположение справедливо в узкой области вблизи состояния химического равновесия. Принцип также нарушается для нечетных относительно обращения времени систем.
Формулировка теоремы Пригожина:

В стационарном состоянии производство энтропии внутри термодинамической системы при неизменных внешних параметрах является минимальным и постоянным. Если система не находится в стационарном состоянии, то оно будет изменяться до тех пор, пока скорость производства энтропии, или, иначе, диссипативная функция системы не примет наименьшего значения.